# Jean-Baptiste Faure
Jean-Baptiste Faure (Moulins-sur-Allier, Alvèrnia, 15 de gener de 1830 - París, 19 de novembre de 1914) fou baríton i compositor francès.
Orfe de pare als set anys, la seva infantesa fou molt difícil; als nou anys posseïa una veu bellíssima, però no va poder ser admès en cap església com a cantant i es tingué d'acontentar com a bufador d'orgue de Notre-Dame de París. En poc temps entrà com a infant de cor en Església de la Madeleine, el mestre de capella de la qual s'interessà per Jean-Baptiste i l'instruí en l'art de la música, però, en entrar en la pubertat, va perdre la veu i tingué d'aprendre el contrabaix per a guanyar-se la subsistència. Temps després recuperà l'orgue vocal i llavors es dedicà amb passió a l'estudi del cant, i després d'haver passat pel Conservatori, el 1852 fou contractat per l'empresa de l'Òpera Còmica i, no obstant desenvolupar al principi rols secundaris no tardà en ser l'artista predilecte del públic.
Meyerbeer va compondre per a ell Dinorah (estrenada el 4 d'abril de 1859), la part de Hoël Faure en feu una verdadera creació. A finals del 1861 passà a la Gran Òpera, i allí la seva magnifica veu i els eu talent escènic hi trobaren un marc més adequat per a brillar, interpretant amb gran mestressa les òperes del repertori, Guillaume Tell, La Favorite, Les Huguenots, Faust, Hamlet i, sobre tot, Don Giovanni. Malgrat els seus triomfs, el 1876, quan estava en l'apogeu de les seves facultats i del seu art, es retirà del teatre i el successiu tan sols es presentà a algun concert.
Faure fou un artista excepcional; de veu pastosa i càlida, admirablement timbrada, de gran extensió i d'una igualtat perfecta en tots els registres, d'un estil magistral, fraseig net i ampli, d'una figura elegant, les seves condicions d'actor no eren inferiors a les de cantant, i així es comprèn que per espai de vint anys regnés sense rival en l'escenari de l'Òpera.
També es distingí com a compositor i va compondre gran nombre de melodies vocals, de les que algunes, com les titulades Le Crucifix, Les rameaux i Les myrtes sont flétris assoliren gran èxit. També va compondre el tractat La voix et le chant (1886) i fou per espai d'algun temps professor del Conservatori de París. El 1860 s'havia casat amb la tiple Caroline Lefebvre, que compartí moltes vegades els triomfs del seu marit.